# Octopus cyanea
Octopus cyanea är en bläckfiskart som beskrevs av Gray 1849. Octopus cyanea ingår i släktet Octopus och familjen Octopodidae. Inga underarter finns listade i Catalogue of Life.